# Józef Sosnowski (architekt)
Józef Jan Sosnowski (ur. 1865 w Marianówce koło Niemirowa, zm. 31 grudnia 1940 w Milanówku) – polski architekt.

## Życiorys

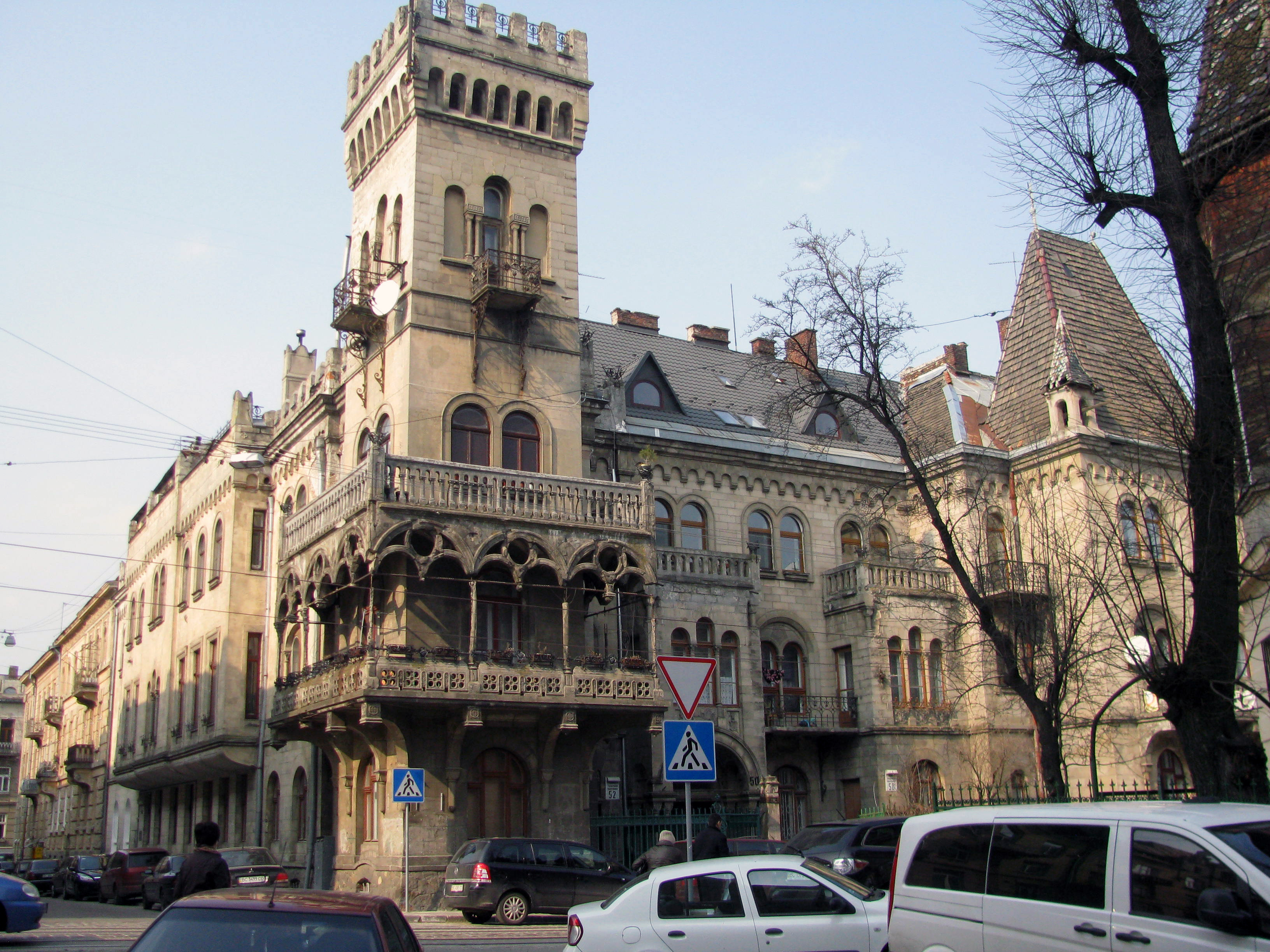
Kamienica własna Józefa Sosnowskiego przy ul. Generała Czuprynki 50-52

Syn Arystarcha Sosnowskiego herbu Nałęcz i Lucylli z Meleniewskich. Studiował nauki techniczne w Kijowie i Odessie, a następnie na Wydziale Budowlanym Politechniki Lwowskiej. Po ukończeniu nauki w 1895 praktykował w przedsiębiorstwie budowlanym Jana Lewińskiego, pracując w tam uczestniczył w projektowaniu konstrukcji żelbetonowych stosowanych nowatorsko przy budowie Opery Lwowskiej i Dworca Głównego. Po otrzymaniu uprawnień architekta stworzył z Alfredem Zachariewiczem własne biuro budowlane, pierwszym poważnym zamówieniem była budowa i montaż pomnika Adama Mickiewicza. Była to operacja skomplikowana technicznie i wymagała zastosowania nowatorskiej techniki tzn. wind. W 1903 założyli Pierwsze Krajowe Przedsiębiorstwo Robót Żelazobetonowych, które zaprojektowało i zbudowało wiele hal fabrycznych i ok. 280 mostów i wiaduktów drogowych i kolejowych m.in. na Wiśle w Podgórzu koło Krakowa oraz na Sole pod Oświęcimiem. W 1920 Józef Sosnowski założył Spółkę Inżynierów "Spiż", która specjalizowała się w konstrukcjach metalowych i zbudowała m.in. most na Sanie pod Rozwadowem. W tym okresie Sosnowski był już uznanym autorytetem w dziedzinie konstrukcji i był zatrudniany jako ekspert budowlany sądowy i bankowy. W 1924 zaproszony przez Henryka Witaczka przeprowadził się ze Lwowa do Milanówka, gdzie miał zaprojektować gmach Centralnej Doświadczalnej Stacji Jedwabniczej. Równocześnie założył w Warszawie firmę architektoniczno-budowlaną "J. Sosnowski i Sp. Biuro Techniczne". Był prezesem milanowskiego Sokoła, do tej organizacji należał już we Lwowie i pragnął zaszczepić jej w nowym miejscu.
Synem Józefa Sosnowskiego był rotmistrz Jerzy Sosnowski.

## Wybrane realizacje architektoniczne

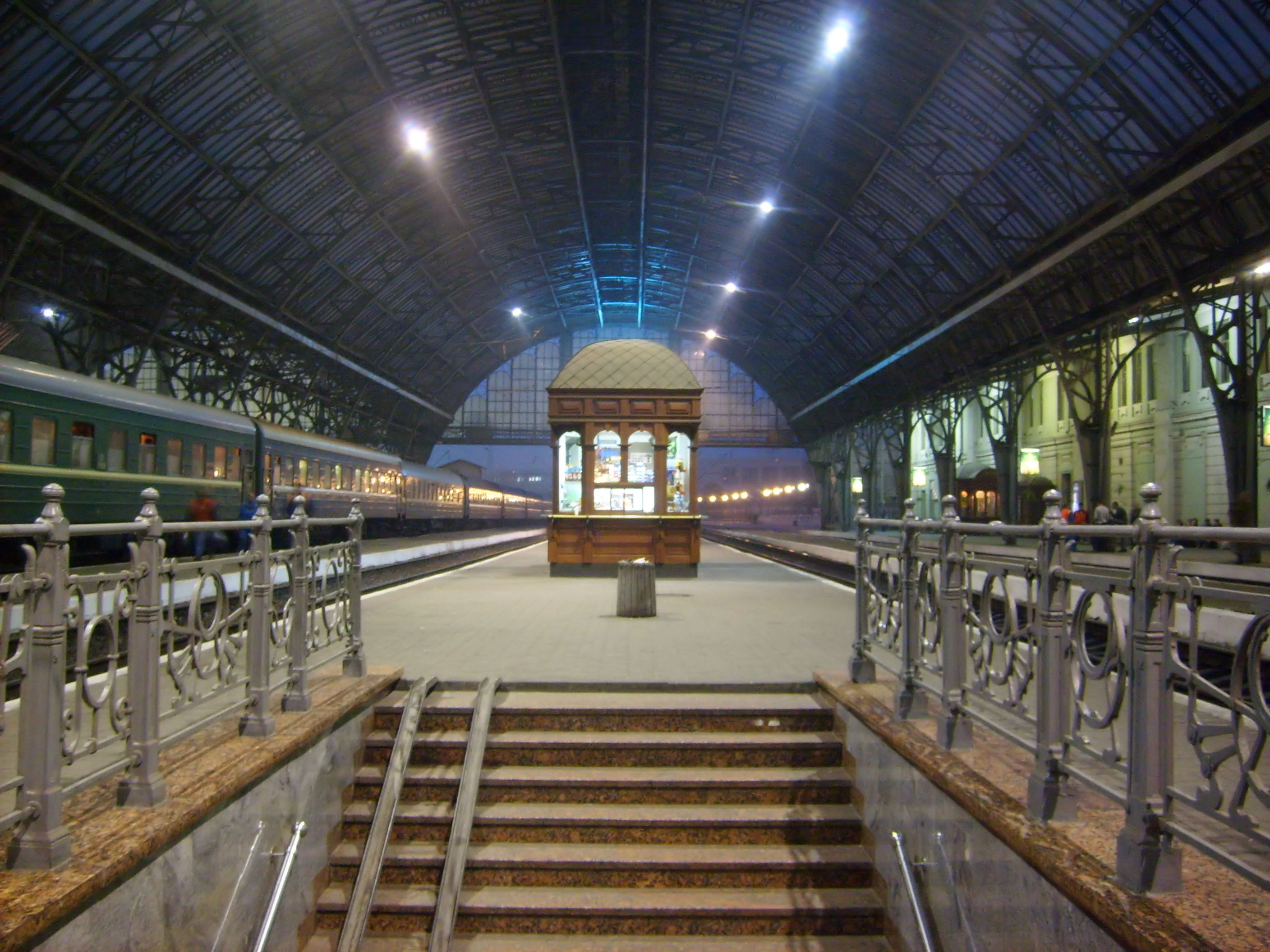
Hala peronowa stacji Lwów Główny

- Kolumna Adama Mickiewicza we Lwowie;
- Pasaż Mikolascha (współautorzy Jan Lewiński i Alfred Zachariewicz);
- Kamienica w stylu pałacu weneckiego przy ulicy Generała Czuprynki 50-52 (Potockiego);
- Kamienica przy ulicy Hercena 7 (Łozińskiego);
- Kamienica przy ulicy Ustyanowycza 4 (Ujejskiego);
- Kamienica przy ulicy Lewińskiego 1 (Reymonta)
- Budynek Izby Handlowej we Lwowie przy prospekcie Szewczenki 17 (Akademicka) - projekt konstrukcji (wspólnie z Janem Lewińskim);
- Zbiorniki wody pitnej miasta Przemyśl;
- Odbudowa sejmu i elektrowni we Lwowie po walkach w 1919;
- Willa "Polanka" w Milanówku;
- Willa "Sosnowica" w Milanówku.